# إنها ماكي -تشان
إنها ماكي -تشان (باليابانية : 真希ちゃんとなう。 و يُنطق باليابانية : ماكي -تشان تو ناو ويُترجم حرفياً للعربية : لقد أصبحت ماكي تشان ) هي عبارة عن لعبة فيديو إباحية للكبار فقط يابانية من تصميم شركة وافّلي Waffle تم طرحها للحواسيب التي تعمل بنظام مايكروسوفت ويندوز إكس بي ، سيفن ، فيستا ( 32 بيت ) تم الإعلان عن اللعبة في الأسواق اليابانية في التاسع والعشرين من شهر يوليو لعام 2011 . و تم إصدار النسخة النهائية من اللعبة في الرابع والعشرون من مايو لعام 2012 علي أقراص دي في دي مع تصنيف + 18 لما تحتويه اللعبة من عُري ومحتوي جنسي صريح .

## القصة
في يوماً ما سمع سيتشي سيجنجي صوتاً غريباً ما ان تتبع مصدر الصوت وصل للشرفة ورأى جارته ماكي سينجو هي تقوم بِالِاسْتِنْمَاءِ وقام بالتلصص عليها وبعدما علمت ماكي ما قام جارها بفعله ظنت أنه سيخبر الناس عن ما فعلته لكنه اطلعها علي سر حيث اخبرها بأنه يعمل في وظيفة ليست بجيدة وهي كاتب قصص إباحية فصارا متعادلين فأقسمت ماكي على حفظ السر لكن رغبتها في القيام بالجنس اعمى عينيها وجعلها تقوم بعلاقة جنسية معه فقدت على اسرها عذريتها و بالتالي تتوالي الأحداث بين الاثنين حيث يقوم سيتشي بعلاقة مرة ثانية مع ماكي في المكتبة ومرة اخري في القطار يلتقيان فيقوم باغتصابها أمام أعين جميع الناس دون أي خجل بمرور الوقت لاحظت يوكي أخت ماكي انها تمارس الجنس مع جارها سيتشي فأردت الأولي تجربة العلاقة مع سيتشي وبالفعل احضرت ماكي لسيتشي أختها يوكي لتقوم بعمل علاقة معه هي الأخرى وقاموا بعمل علاقة ثلاثي و تكرر ذلك مراراً وتكراراً إلي ان لاحظت الأم مايو أن ابنتيها ماكي ويوكي تقومان بعمل علاقة مع سيتشي الذي ترك كتابته واتجه فقط لممارسة الجنس مع ثلاثتهن سواء بالتناوب أو بعلاقة رباعي فبالتالي شعر سيتشي أنه يملك العالم كله

## الشخصيات
- سيتشي سيجنجي
- ماكي سينجو
- يوكي ميسونو
- مايو